# Lacticaseibacillus casei
Lacticaseibacillus casei (früher Lactobacillus casei, kurz L. casei) ist eine Spezies (Art) stäbchenförmiger grampositiver Milchsäurebakterien der Familie Lactobacillaceae. Sie gehört zu den kleineren Lactobacillaceae-Arten und wächst in Form kürzerer oder längerer Stäbchen mit meist abgerundeten Ecken und einer Größe von durchschnittlich 0,9 µm Durchmesser und 2 µm Länge. Diese liegen meist einzeln oder in Paaren, seltener in kurzen Ketten vor.

## Taxonomie
Mit Stand März 2020 umfasste die Gattung Lactobacillus (so wie sie damals aufgestellt war) 261 Arten, die phänotypischer, ökologischer und genotypischer Hinsicht äußerst vielfältig waren. 
In ihrer im April 2020 veröffentlichten Studie bewerteten Zheng et al. die Taxonomie der überkommenen Bakterienfamilien Lactobacillaceae und Leuconostocaceae neu auf der Grundlage von Komplett-Genom-sequenzen. 
Auf der Grundlage dieses „polyphasischen“ Ansatzes schlugen sie eine Aufspaltung der Gattung Lactobacillus in 25 Gattungen vor, einschließlich einer geänderten (englisch emended) Gattung Lactobacillus. Zu den neuen Gattungen gehören u. a. Holzapfelia, Bombilactobacillus, Lacticaseibacillus (inkl. Lacticaseibacillus casei), Apilactobacillus, Lentilactobacillus …. 
Ziel diese Neueinstufung war es, die phylogenetische Position dieser Mikroorganismen korrekt wiederzugeben und die Laktobazillen (Milchsäurebakterien) in robuste Gruppen mit gemeinsamen ökologischen und metabolischen Eigenschaften zu gruppieren, wobei die geänderte (sensu stricto) aufgestellte Gattung Lactobacillus nur noch die an Wirbeltiere angepassten Arten umfasst.

## Beschreibung
Das Wachstumsoptimum von L. casei liegt bei etwa 30 °C, ob Wachstum bei 15 und 45 °C möglich ist, wird von verschiedenen Autoren unterschiedlich angegeben. Das Wachstum in Milch ist sehr langsam, die proteolytische Aktivität hoch und durch homofermentative Milchsäuregärung können bis zu 1,5 % Milchsäure gebildet werden. Hierbei wird ein Gemisch aus L- und D-Milchsäure mit deutlich vorherrschendem Anteil der L-Form erzeugt. Sie können viele Kohlenhydrate, darunter Melezitose, aber nicht Melibiose und Xylose abbauen. Gluconat aber nicht Glucose kann unter Gasproduktion zu Milchsäure vergoren werden.

## Medizinische Bedeutung und Nutzung
L. casei gehört zu den Bakterien, die im Verdauungstrakt von Säugetieren natürlich vorkommen. Es konnte gezeigt werden, dass der Verzehr von durch L. casei fermentierten Milchprodukten zu einem Schutz vor Salmonella typhimurium-Infektionen und Durchfallerkrankungen führen kann. Ein positiver Effekt der Aufnahme lebender Kulturen konnte bisher nicht nachgewiesen werden. Lactobacillus casei sind Bestandteil u. a. von Actimel und Yakult.
In der Vaginalflora spielt L. casei normalerweise keine Rolle und tritt gewöhnlich nur nach bakterieller Vaginose in nachweisbaren Mengen auf.
Bei der Käseherstellung spielt L. casei bei der Herstellung von Hart- und Schnittkäse eine große Rolle, wird aber häufig nicht gezielt zugesetzt, da durch Inokulation während der Verarbeitung meist ausreichend Bakterien in die Milch gelangen. Die Art kann auch gelegentlich als Kontamination in abgefüllten Getränken auftreten, wo sie die hohen Saccharosekonzentrationen abbaut und zu Trübungen, Bodensatz und Qualitätsverlust führt.